# Mitzlaff (Adelsgeschlecht)

Wappen derer von Mitzlaff

Mitzlaff ist der Name eines alten pommerschen Adelsgeschlechts. Die Familie, deren Zweige zum Teil bis heute bestehen, gehört zum Uradel in Hinterpommern.

## Geschichte

### Herkunft
Erstmals urkundlich erwähnt wird das Geschlecht mit Wissike filius Meslaf am 19. Juni 1389. Mit Hans Mißlaf erscheint erstmals das Siegel in einer am 14. Juli 1403 datierten Urkunde.
Eine Stammesverwandtschaft besteht wahrscheinlich zu dem Adelsgeschlecht von Zitzewitz, die aus derselben Gegend stammen und das gleiche Wappen führen.

### Ausbreitung und Persönlichkeiten
Georg Mitzlaff erscheint 1389 als zu Carzien ansässig. Conradus de Mitzlaff war 1463 Bürgermeister der Stadt Stolp, ein Amt, das im Laufe der Zeit sieben Glieder der Familie ebenfalls bekleideten. Hans von Mitzlaff und seine unmündigen Brüder Jürgen und Carl wurden vom Herzog Bogeslaw X. von Pommern feierlich mit dem Gut Carzien am Dienstag nach Fastnacht des Jahres 1490 belehnt.

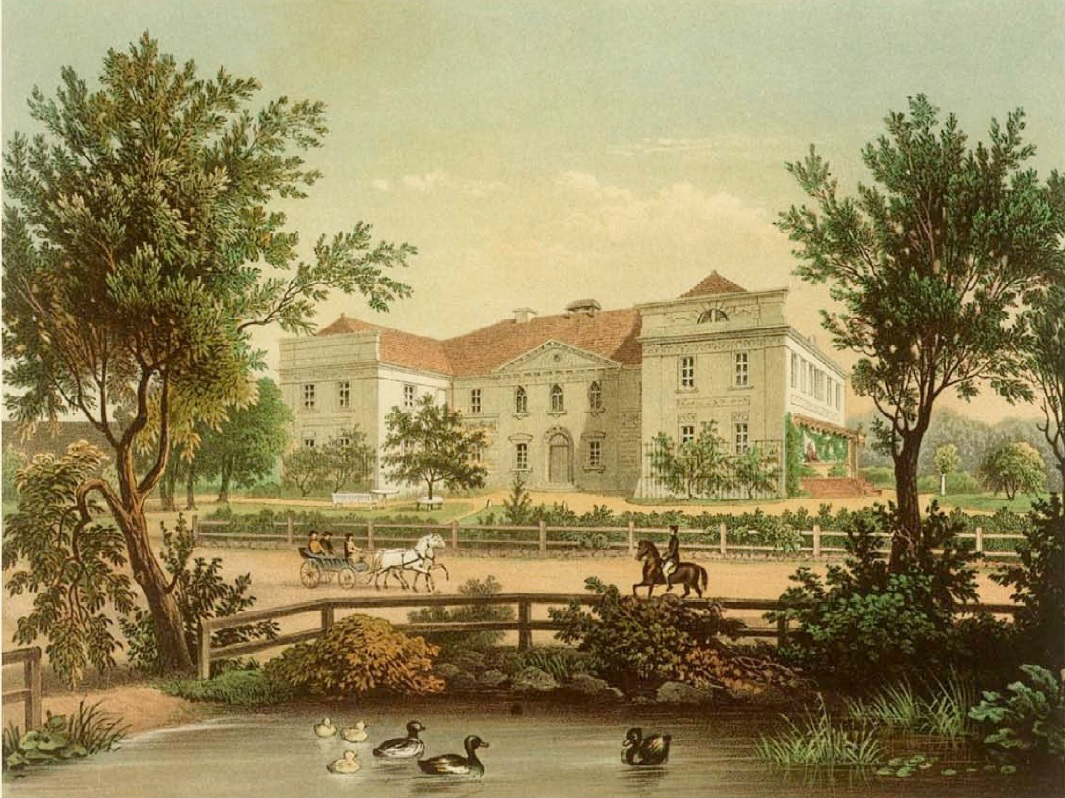
Ober-Schüttlau in der Sammlung Duncker

Joachim von Mitzlaff war während des Dreißigjährigen Krieges kaiserlicher Oberst. Carl Gustav von Mitzlaff, Herr auf Schwuchow, war unter König Karl XII. von Schweden Hauptmann. Aus seiner Ehe mit Catharina Marie von Bandemer stammte Franz Gustav von Mitzlaff. In seiner Jugend war er Page bei Sophie Dorothea von Hannover, der Gemahlin des Soldatenkönigs Friedrich Wilhelm I. Er trat 1727 als Junker in das Dragonerregiment von Sonsfeld, in dem er 1757 zum Major befördert wurde. 1766 erhielt er die Amtshauptmannschaft zu Hornburg, 1767 seine Beförderung zum Oberstleutnant, 1769 zum Oberst und 1771 zum Generalmajor. Im Jahre 1778 trat er aus dem aktiven Dienst und starb am 13. August 1789 zu Frankfurt (Oder). Er war mit einer Tochter aus dem Adelsgeschlecht von Lauterbach verheiratet. Das Paar hatte mehrere Kinder.
Das alte Mitzlaffsche Lehn Schwuchow bei Stolp hatte der General seinem Bruder Leopold Wilhelm von Mitzlaff überlassen. Dieser verkaufte es am 1. Dezember 1780 an den Oberstleutnant Karl Sigismund von Pirch. Weitaus länger, seit Ende des 14. Jahrhunderts, besaß die Familie das Gut Carzien. Mitte des 19. Jahrhunderts waren die Mitzlaff in Pommern zu Bansekow, Damm, Beversdorf und Drossendorf, alle im ehemaligen Kreis Stolp gelegen, begütert. In der zweiten Hälfte des 19. Jahrhunderts war Otto Ludwig von Mitzlaff königlich preußischer Kammerherr und Herr auf Oberschüttlau im Kreis Guhrau. Drei weitere Mitglieder der Familie saßen zu Schimmerwitz im Kreis Lauenburg, zu Beversdorf im Kreis Stolp sowie zu Großendorf und Dochow, ebenfalls im Kreis Stolp. Mit Schloss Drosedow gelang es um 1914 einen neuen Besitz in Mecklenburg zu erwerben und bis zur Bodenreform 1945 als Zentrum des Pferdesports auszubauen.

## Wappen

### Familienwappen
Das Wappen ist von Schwarz und Silber gespalten mit einem gold-bewehrten Doppeladler in verwechselter Farbe belegt. Auf dem Helm mit schwarz-silbernen Helmdecken drei (silber-schwarz-silber) Straußenfedern.

### Wappengeschichte
Das Wappen erscheint auf Abdrücken von Petschaften. Nach Johannes Micraelius, Sechs Bücher vom alten Pommernland (1639/1640), führen die Mitzlaff einen doppelten Adler halb Weiß und halb Schwarz und auf dem Helm drei gelbe Straußenfedern. In Johann Siebmachers Wappenbuch, Ausgabe in fünf Bänden (1701), erscheint das Wappen wie bei Micraelius. Friedrich August von Meding berücksichtigt in seinen Nachrichten von adeligen Wappen (1791) Micraelius und Siebmacher. Julius Theodor Bagmihl erwähnt in seinem Pommerschen Wappenbuch (1843–1855), dass auf Urkundensiegeln des Berend Mitzlaff von 1574 auf dem Helme vier Federn und das von J. С. von Mitzlaff, ungefähr aus derselben Zeit, sieben Federn erscheinen.

## Namensträger
- Franz Gustav von Mitzlaff (1707–1789), königlich preußischer Generalmajor
- Joachim von Mitzlaff, Obrist[7] im Dreißigjährigen Krieg. Mitglied der Fruchtbringenden Gesellschaft, 223. "Der Offene."
- Alfred von Mitzlaff (1849–1908), preußischer Generalleutnant,[8] Kommandeur des Regiments der Gardes du Corps
- Otto von Mitzlaff (1880–1938), Trainer im Galopprennsport[9]
- Sven von Mitzlaff (1914–1992), Champion der Amateurrennreiter, Champion der Trainer im Galopprennsport, Generalstabs- und Kavallerieoffizier, Oberstleutnant
- Rebecca von Mitzlaff (* 1981), deutsche Schauspielerin